# Markvartice (Jihlavai járás)
Markvartice település Csehországban, a Jihlavai járásban. Markvartice Rozseč, Sedlatice, Stará Říše, Předín és Svojkovice településekkel határos. Lakosainak száma 203 fő (2024. január 1.).

## Népesség
A település lakosságának változását az alábbi diagram mutatja:
| Lakosok száma | 467  | 411  | 387  | 281  | 249  | 210  | 205  | 200  | 194  | 203  |
|               | 1869 | 1890 | 1921 | 1950 | 1980 | 2001 | 2017 | 2019 | 2022 | 2024 |